# Putse Korfbal Club
Putse Korfbal Club, afgekort PKC, is een Belgische korfbalclub, met stamnummer 49. De club werd op 9 december 1971 opgericht door vijf stichters, inclusief toenmalig voorzitter Emile Liekens.
De club komt in de veldcompetitie uit in de Topleague en in de zaalcompetitie in de Topkorfbal league.
De club bestaat uit 17 teams (2024) van groot tot klein, en deze teams zijn zowel competitief als recreatief bezig. De club biedt ook g-korfbal aan.

## Accommodatie
De club starte in de Leemstraat.
De club traint en speelt nu aan het Sportgebied Tinstraat tijdens de veldcompetitie. Het terrein heeft een kunstgrasveld sinds 2012. Het kunstgrasveld was in 2024 aan een grondige herstelling toe.
Tijdens het zaalseizoen wordt gebruik gemaakt van de Gemeentelijke Sporthal van Klein Boom. Beide accommodaties liggen in Putte.

## Titels
- Seizoen 2017-2018 Putse 1 werd in zaal vice-kampioen in de Promoleague. Na een 31-27 overwinning in de runner-up wedstrijd tegen het gerenommeerde Scaldis, dwongen zij de promotie af naar de Topleague van het korfbal. Op het veld werd Putse 1 kampioen en stijgen zo ook naar de 1ste klasse in het korfbal. Ook de Reserven en Putse 2 deden niet onder, zij werden kampioen in hun reeks, zowel in zaal als op veld. Hiermee kwam een mooi einde aan de samenwerking tussen Putse KC en het trainersduo Kevin De Waele en Stefaan Segers.
- Seizoen 2011-2012 Bekerkampioen van België Pupillen, Eindronde veld en zaalkampioen 2de klasse Junioren B, Eindronde veld kampioen 2de  klasse Kadetten B, Eindronde veld kampioen 3de klasse Kadetten C, Eindronde veld kampioen 4de gewestelijken, Junioren A en Kadetten A vice kampioen zaal
- Seizoen 2010-2011 Zaalkampioen Cadetten, Beker van België Cadetten & Veldkampioen Cadetten
- Seizoen 2009-2010 Zaal & Veldkampioen Scholieren
- Seizoen 2008-2009 Zaalkampioen Cadetten, Bekerkampioen van België Pupillen
- Seizoen 2007-2008 Zaal & Veldkampioen Cadetten, Bekerkampioen van België Pupillen
- Seizoen 2006-2007 Zaal & Veldkampioen Cadetten, Kampioen 2de klasse Veld & Zaal Senioren
- Seizoen 2005-2006 Bekerkampioen van België Pupillen
- Seizoen 2004-2005 Kampioen 2de klasse Veld & Zaal Senioren
- Seizoen 2002-2003 Kampioen 2de klasse Veld Senioren

#### Voor 2000
- Seizoen 1999-2000 Zaalkampioen Cadetten
- Seizoen 1998-1999 Bekerkampioen van België Cadetten
- Seizoen 1997-1998 Zaalkampioen Cadetten
- Seizoen 1996-1997 Reserven 3de klasse Zaalkampioen
- Seizoen 1995-1996 1ste ploeg & Reserven 3de klasse Veldkampioen, Putse 2 3de klasse Zaalkampioen, Scholieren finale beker van België en   veldcompetitie
- Seizoen 1994-1995 Kadetten kampioen Nationaal Kadettentornooi, Kadetten Bekerkampioen, Scholieren zaalfinale
- Seizoen 1992-1993 Putse 4 gewestelijken Veldkampioen, Scholieren Finale beker van België
- Seizoen 1990-1991 1ste ploeg 3de klasse zaalkampioen
- Seizoen 1989-1990 Reserven 3de klasse Veld & Zaalkampioen
- Seizoen 1988-1989 Reserven 3de klasse Veldkampioen
- Seizoen 1987-1988 Reserven 3de klasse Veldkampioen, Putse 2 6de Gewestelijken Veldkampioen
- Seizoen 1986-1987 1e ploeg & reserven 3de klasse zaalkampioen
- Seizoen 1985-1986 Putse 2 Reeks C5 zaalkampioen, Reserven 3de klasse Veldkampioen
- Seizoen 1983-1984 1e ploeg 4de klasse zaalkampioen
- Seizoen 1978-1979 1e ploeg 3de klasse veldkampioen
- Seizoen 1974-1975 Reserven Bevordering kampioen

## Bekende (ex-)spelers
- Arne Beeck
- Amber Engels